# 阿莉切·达马托
阿莉切·达马托（義大利語：Alice D'Amato，2003年2月7日—），意大利女子竞技体操运动员，2019年世界竞技体操锦标赛女子团体全能铜牌得主、2022年地中海运动会女子团体全能金牌得主。